# Madeleine Guilbert
Pour les articles homonymes, voir Guilbert.
Madeleine Guilbert, née le 4 octobre 1910 à Deneuille-les-Mines (Allier), morte le 17 mars 2006 à Rognes (Bouches-du-Rhône), est une sociologue du travail, militante féministe et syndicaliste française. Elle est la première sociologue française à mener des recherches sur le travail des femmes.

## Biographie
Née Madeleine Gazut, dans le département de l'Allier, fille d'instituteurs, elle fréquente donc le lycée de jeunes filles de Montluçon, puis celui de Moulins. Elle part faire des études de philosophie à Paris.
Dans les années 1930, au moment du Front populaire, elle rejoint le mouvement des Jeunesses socialistes.

## Enquêtes sur le travail des femmes
En 1950, elle entre au CNRS, dans le laboratoire de Georges Friedmann ; elle y rédige un projet sur le travail des femmes sur le thème de l’égalité entre hommes et femmes. Elle reste au CNRS jusqu’en 1969 comme maître de recherches. 
Lors de nombreuses enquêtes auprès des travailleuses des usines Renault et celles travaillant à domicile pour la confection parisienne, Madeleine Guilbert peut enfin se lancer dans une thèse de doctorat en sociologie, sur les fonctions des femmes dans l’industrie, sous la direction de Georges Gurvitch. Dans ses travaux de recherches publiés en 1966, elle montre que les hommes et les femmes ne sont pas à égalité dans l'accès aux emplois mais également que le travail exercé par les femmes n'est pas recensé, ce qui le rend invisible. Travail domestique, activités professionnelles exercées au sein du ménage en tant que femmes d'agriculteurs, d'artisans ou de commerçants ne sont pas comptabilisés. 
En 1965, Madeleine Guilbert, en compagnie de Colette Audry, Marguerite Thibert, Gisèle Halimi, Andrée Michel, Évelyne Sullerot,  participent au Mouvement démocratique féminin, sorte d’union de la gauche avant la lettre qui soutient la candidature de François Mitterrand à l'élection présidentielle de 1965 et veut unir socialisme et féminisme.
En 1969, elle devient professeur de sociologie à Tours, et le reste jusqu’à sa retraite en 1979. Sous la direction d’Ernest Labrousse, elle présente une thèse annexe, devenue elle aussi un ouvrage de référence, Les femmes et l’organisation syndicale jusqu’à 1914.
Elle est membre du Comité du travail féminin depuis sa création en 1965, jusqu’en 1981, responsable de diverses commissions, entre autres de celle sur l’égalité des salaires masculins et féminins.
Elle est membre de la Commission de la main d’œuvre du Ve plan.
Elle réalise la première étude sur les entreprises de travail temporaire.
Membre de la présidence de l'Association France-URSS depuis 1970, elle est la présidente déléguée de cette association à partir de 1980, succédant à Guy Desson.
Madeleine Guilbert meurt le 17 mars 2006.